# Filip Brusselmans
Pour les articles homonymes, voir Brusselmans.
Filip Brusselmans, né le 30 octobre 1997 à Saint-Nicolas, est un homme politique belge, membre du Vlaams Belang (VB).

## Biographie
Filip Brusselmans nait le 30 octobre 1997 à Saint-Nicolas.
Lors des élections régionales de 2019, il est élu député au Parlement flamand.